# Harém Imperial

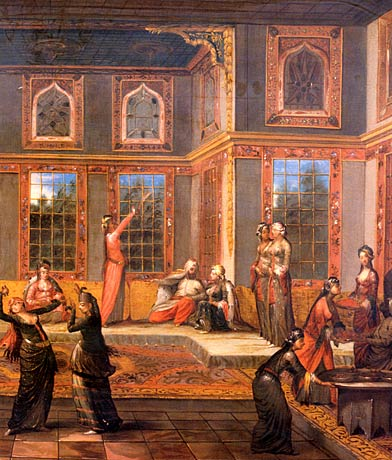
Representação do Harém Imperial

Concubina imperial

O Harém Imperial (em turco:  Harem-i Hümâyûn) do Império Otomano, existente entre 1299 e 1923, era o harém do sultão otomano composto por esposas, servas (escravas e eunucos), parentes e concubinas de sultão, ocupando uma parte isolada da casa imperial otomana. Esta instituição desempenhou uma importante função social dentro da corte otomana e demonstrou uma considerável autoridade política nos assuntos otomanos, especialmente durante o longo período conhecido como o Sultanato das Mulheres.
Os historiadores afirmam que o sultão era frequentemente pressionado por membros do harém de diferentes origens étnicas ou religiosas para influenciar a geografia das guerras de conquista otomanas. A autoridade máxima do harém imperial, Valide sultana, governava as demais mulheres da casa. Kızlar Ağa (Kızlarağası, a mais velha das meninas) era a chefe dos eunucos, responsável pela proteção do harém imperial.